# 胡迪伊夫齊
48°41′43″N 26°2′34″E / 48.69528°N 26.04278°E
胡迪伊夫齊（羅馬化：Khudiivtsi）是烏克蘭的村落，位於該國西部捷爾諾波爾州，由喬爾特基夫區負責管轄，處於尼奇拉瓦河畔，分別距離希什基夫齊0.5公里和巴賓齊1公里，面積1.81平方公里，海拔高度164米，2001年人口343。